# Доњи Мућ
Доњи Мућ је насељено место и седиште општине Мућ, Сплитско-далматинска жупанија, Република Хрватска.

## Историја
До територијалне реорганизације у Хрватској налазио се у саставу старе општине Солин.

## Становништво
На попису становништва 2011. године, Доњи Мућ је имао 590 становника.
| Број становника по пописима | Број становника по пописима | Број становника по пописима | Број становника по пописима | Број становника по пописима | Број становника по пописима | Број становника по пописима | Број становника по пописима | Број становника по пописима | Број становника по пописима | Број становника по пописима | Број становника по пописима | Број становника по пописима | Број становника по пописима | Број становника по пописима | Број становника по пописима |
| --------------------------- | --------------------------- | --------------------------- | --------------------------- | --------------------------- | --------------------------- | --------------------------- | --------------------------- | --------------------------- | --------------------------- | --------------------------- | --------------------------- | --------------------------- | --------------------------- | --------------------------- | --------------------------- |
| 1857                        | 1869                        | 1880                        | 1890                        | 1900                        | 1910                        | 1921                        | 1931                        | 1948                        | 1953                        | 1961                        | 1971                        | 1981                        | 1991                        | 2001                        | 2011                        |
| 793                         | 638                         | 768                         | 858                         | 918                         | 965                         | 965                         | 1.072                       | 914                         | 919                         | 945                         | 817                         | 737                         | 717                         | 570                         | 590                         |

### Попис1991.
На попису становништва 1991. године, насељено место Доњи Мућ је имало 717 становника, следећег националног састава:
| Попис 1991.‍ | Попис 1991.‍ | Попис 1991.‍ | Попис 1991.‍ | Попис 1991.‍ |
| ----------- | ----------- | ----------- | ----------- | ----------- |
|             |             |             |             |             |
| Хрвати      | Хрвати      |             | 705         | 98,32%      |
| Југословени | Југословени |             | 1           | 0,13%       |
| Мађари      | Мађари      |             | 1           | 0,13%       |
| Словенци    | Словенци    |             | 1           | 0,13%       |
| непознато   | непознато   |             | 9           | 1,25%       |
| укупно: 717 |             |             |             |             |